# Марек Мікульський
Марек Мікульський (пол. Marek Mikulski; нар. 18 березня 1981, Лідзбарк-Вармінський, Лідзбарський повіт, Вармінсько-Мазурське воєводство) — польський борець греко-римського стилю, срібний призер чемпіонатів світу серед військовослужбовців, учасник двох Олімпійських ігор.

## Життєпис
Починав заняття спортом з баскетболу, потім настала черга штовхання ядра. Боротьбою почав займатися з 1990 року.
Виступав за спортивний клуб «Легія» Варшава. Тренер — Ксаверій Бідерман (з 2000).

## Спортивні результати на міжнародних змаганнях

### Виступи на Олімпіадах
| Змагання                    | Збірна | Вагова категорія                  | Місце |
| --------------------------- | ------ | --------------------------------- | ----- |
| Літні Олімпійські ігри 2004 | Польща | греко-римська боротьба, до 120 кг | 20    |
| Літні Олімпійські ігри 2008 | Польща | греко-римська боротьба, до 120 кг | 11    |

### Виступи на Чемпіонатах світу
| Змагання                        | Збірна | Вагова категорія                  | Місце |
| ------------------------------- | ------ | --------------------------------- | ----- |
| Чемпіонат світу з боротьби 2005 | Польща | греко-римська боротьба, до 120 кг | 21    |
| Чемпіонат світу з боротьби 2007 | Польща | греко-римська боротьба, до 120 кг | 29    |

### Виступи на Чемпіонатах Європи
| Змагання                         | Збірна | Вагова категорія                  | Місце |
| -------------------------------- | ------ | --------------------------------- | ----- |
| Чемпіонат Європи з боротьби 2003 | Польща | греко-римська боротьба, до 120 кг | 13    |
| Чемпіонат Європи з боротьби 2004 | Польща | греко-римська боротьба, до 120 кг | 10    |
| Чемпіонат Європи з боротьби 2005 | Польща | греко-римська боротьба, до 120 кг | 10    |
| Чемпіонат Європи з боротьби 2006 | Польща | греко-римська боротьба, до 120 кг | 8     |

### Виступи на Чемпіонатах світу серед військовослужбовців
| Змагання                                                  | Збірна | Вагова категорія                  | Місце  |
| --------------------------------------------------------- | ------ | --------------------------------- | ------ |
| Чемпіонат світу з боротьби серед військовослужбовців 2005 | Польща | греко-римська боротьба, до 120 кг | Срібло |
| Чемпіонат світу з боротьби серед військовослужбовців 2008 | Польща | греко-римська боротьба, до 120 кг | 5      |

### Виступи на інших змаганнях
| Змагання                                                         | Збірна | Вагова категорія                  | Місце  |
| ---------------------------------------------------------------- | ------ | --------------------------------- | ------ |
| Гран-прі Німеччини з боротьби 2003                               | Польща | греко-римська боротьба, до 120 кг | 7      |
| Олімпійський кваліфікаційний турнір з боротьби 2004 (Ташкент)    | Польща | греко-римська боротьба, до 120 кг | Срібло |
| Гран-прі Німеччини з боротьби 2005                               | Польща | греко-римська боротьба, до 120 кг | Бронза |
| Олімпійський кваліфікаційний турнір з боротьби 2008 (Роме-Остія) | Польща | греко-римська боротьба, до 120 кг | Бронза |
| Гран-прі Німеччини з боротьби 2008                               | Польща | греко-римська боротьба, до 120 кг | 5      |

### Виступи на змаганнях молодших вікових груп
| Змагання                                       | Збірна | Вагова категорія                 | Місце |
| ---------------------------------------------- | ------ | -------------------------------- | ----- |
| Чемпіонат Європи з боротьби серед юніорів 2000 | Польща | греко-римська боротьба, до 97 кг | 7     |
| Чемпіонат світу з боротьби серед юніорів 2000  | Польща | греко-римська боротьба, до 97 кг | 12    |
| Чемпіонат світу з боротьби серед юніорів 2001  | Польща | греко-римська боротьба, до 97 кг | 15    |